# Ministério das Relações Exteriores (Brasil)

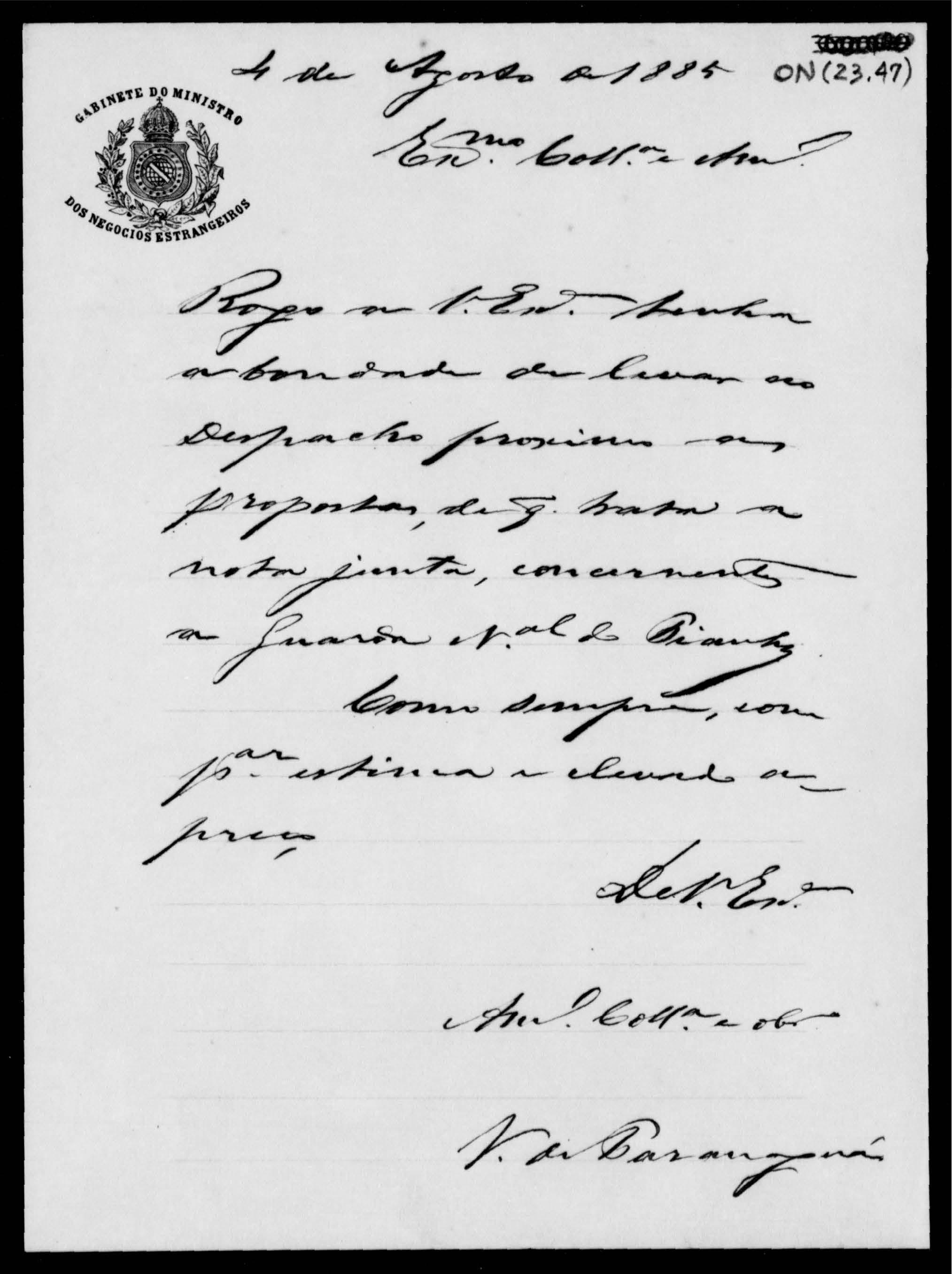
Marca de timbre da pasta em 1885 quando o nome oficial era Ministério dos Negócios Estrangeiros assinado pelo então titular João Lustosa da Cunha Paranaguá.

O Ministério das Relações Exteriores do Brasil (MRE), também conhecido como Itamaraty, é um órgão do Poder Executivo, responsável pelo assessoramento do Presidente da República na formulação, no desempenho e no acompanhamento das relações do Brasil com outros países e organismos internacionais.
A atuação do Itamaraty cobre as vertentes política, comercial, econômica, financeira, cultural e consular das relações externas, áreas nas quais exerce as tarefas clássicas da diplomacia: representar, informar e negociar.

## História
O Ministério das Relações Exteriores do Brasil, também conhecido como Itamaraty, tem suas origens mais antigas no ato de 28 de julho de 1736, durante o período colonial, quando o Rei D. José I assinou um alvará criando a Secretaria de Estado dos Negócios Estrangeiros. No entanto, sua estrutura e funções foram significativamente alteradas ao longo dos séculos, especialmente após a independência do Brasil, em 1822.

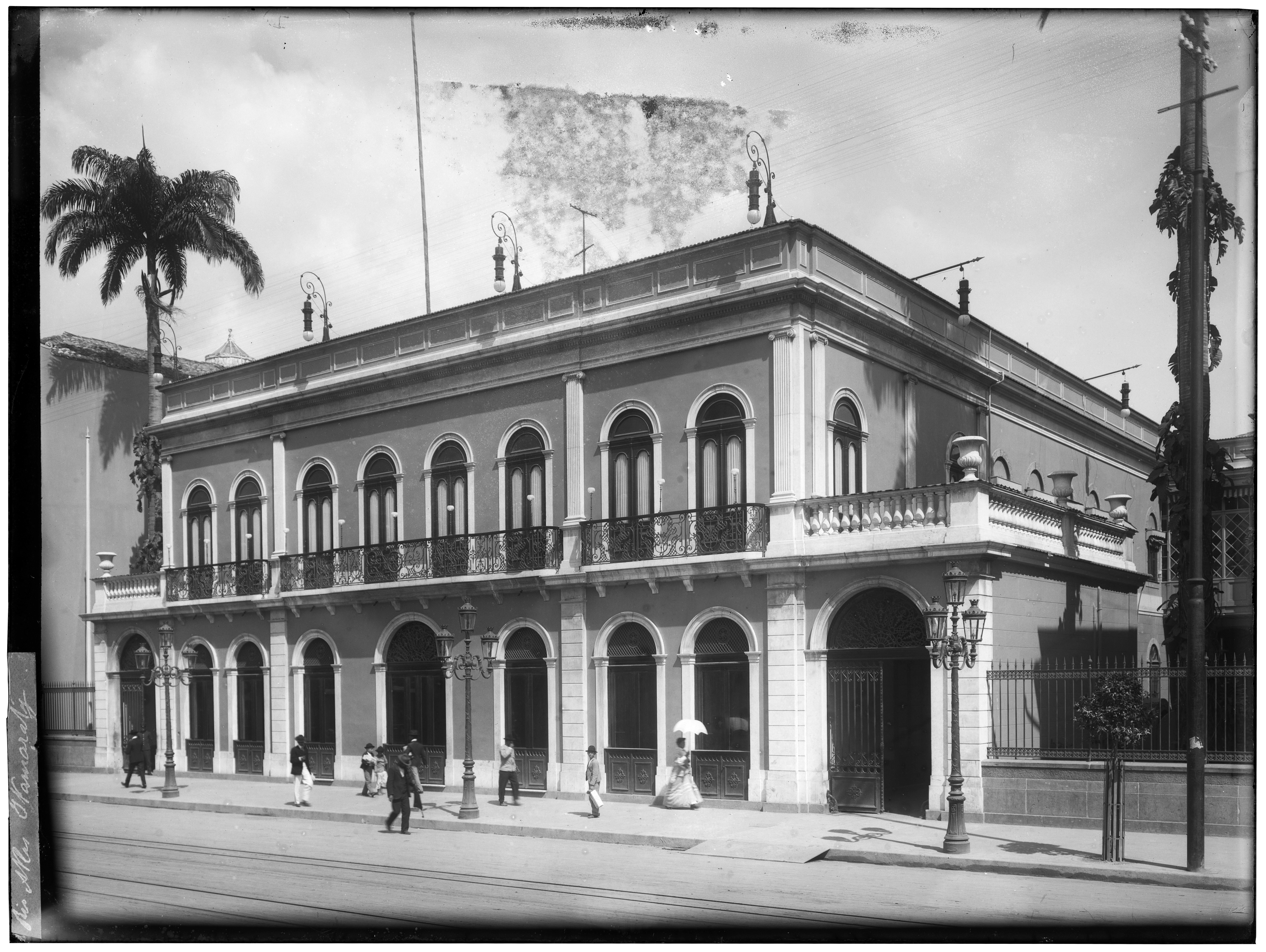
Palácio do Itamaraty, antiga sede do Ministério das Relações Exteriores no Rio de Janeiro.

Com a transferência da Família Real para o Brasil, em 1808, quando a sede do Império Português foi transferida de Lisboa para o Rio de Janeiro, em decorrência das invasões napoleónicas na Península Ibérica. Transferiu-se toda a burocracia, funcionários e tradições da política exterior para o Brasil, influenciando a posterior estruturação das instituições brasileiras.
Em 1822, com a independência do Brasil fez-se necessário a criação de órgão que cuidasse das questões diplomáticas brasileiras. Sendo criado em 1823, a Secretaria dos Negócios Estrangeiros.
Os diplomatas de maior destaque na história do Ministério das Relações Exteriores foram o O Visconde do Uruguai, o O Barão do Rio Branco e Osvaldo Aranha, entre outros. Cabe uma sucinta descrição da importância destes três diplomatas para o MRE.

### Visconde do Uruguai

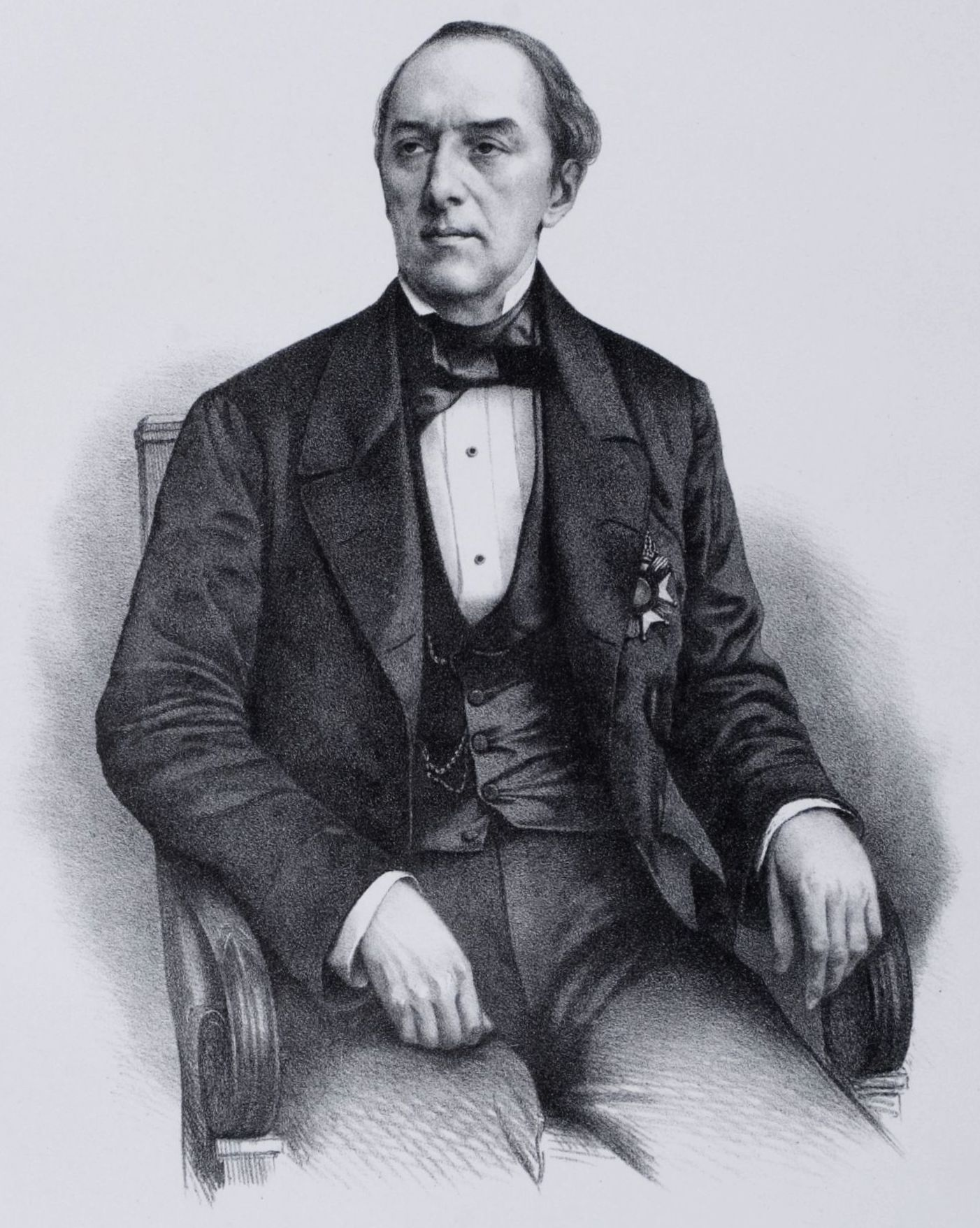
Visconde do Uruguai.

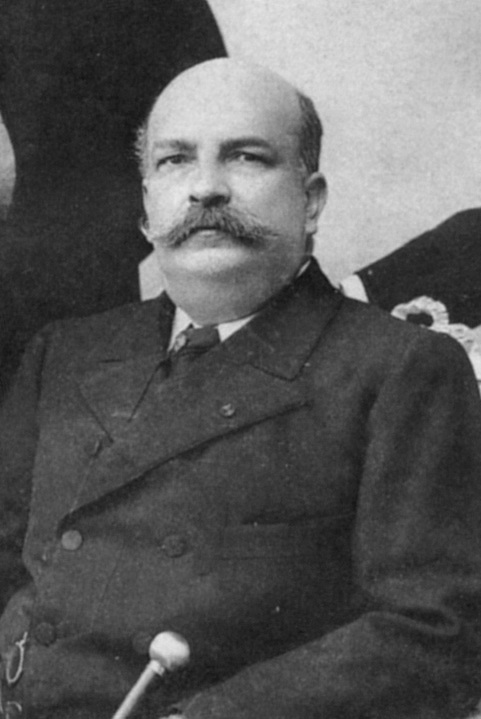
Barão do Rio Branco.

Osvaldo Aranha.

Sua administração tentou organizar o corpo diplomático brasileiro através do "Regulamento Paulino de Souza" de 1852, criando um sistema de garantias a serem desfrutadas por diplomatas apenas se estes cumprissem os requisitos legais. Tais requisitos referiam-se basicamente à formação dos diplomatas, exigindo que estes fossem bacharéis em Direito, versados em línguas estrangeiras, entre outras exigências. Através de mais um decreto de 1852, estruturou o número e as categorias das missões diplomáticas espalhadas pelo mundo.
Além disso, o Visconde do Uruguai teve papel fundamental na negociação, com o Reino da França, sobre as questões fronteiriças entre Brasil (Amapá) e a Guiana Francesa. Apesar da missão comandada pelo Visconde não ter sido bem sucedida, abriu espaço para a posterior negociação, mediada pelo Conselho Federal Suíço, em que se resolveu definitivamente a questão do Amapá.

### Barão do Rio Branco
O Barão do Rio Branco assumiu o cargo de chanceler, em 1902. Percebeu que havia uma defasagem nos quadros do Itamaraty, razão pela qual ampliou o número de funcionários, modernizou a biblioteca e a seção de cartografia, além de investir na infraestrutura do palácio para receber hóspedes estrangeiros.
Nas questões territoriais, várias foram efetivamente resolvidas, incluindo a disputa pela fronteira entre Amapá e Guiana Francesa, iniciada pelo Visconde do Uruguai. Também foram resolvidas disputas com Argentina, Bolívia e Uruguai, sendo pela atuação do Barão do Rio Branco que as atuais dimensões geográficas do Brasil atuais foram moldadas.

### Osvaldo Aranha
O chanceler Osvaldo Aranha, cuja administração cobre o período entre 1938 e 1944, teve papel fundamental na condução da política externa brasileira durante a Segunda Guerra Mundial. Aranha precisou, primeiro, coordenar a neutralidade brasileira frente o conflito, pois as relações diplomáticas eram mantidas tanto com o Eixo como com os Aliados. Essa postura neutra foi abandonada frente ao ingresso dos Estados Unidos na guerra, o que colocou a comunidade das Nações Americanas em situação difícil. Em 1942, o Brasil declarou guerra ao Eixo.
Além da atuação na Segunda Guerra Mundial, Osvaldo Aranha ainda pôde assinar nos Estados Unidos várias convenções de matéria financeira (crédito, pagamentos e amortizações e câmbio). Por fim, reestruturou o Ministério das Relações Exteriores, incorporando em um só quadro os dois grandes quadros de funcionários: completou-se a fusão das carreiras diplomática e consular pelo decreto-lei nº 791/38.

## Competências
De acordo com o decreto nº 11.024, de 31/03/2022, que dispõe sobre a estrutura regimental do Ministério das Relações Exteriores, suas áreas de competência são:
1. assistência direta e imediata ao Presidente da República nas relações com Estados estrangeiros e com organizações internacionais;
2. política internacional;
3. relações diplomáticas e serviços consulares;
4. participação em negociações comerciais, econômicas, financeiras, técnicas e culturais com Estados estrangeiros e com organizações internacionais, em articulação com os demais órgãos competentes;
5. programas de cooperação internacional;
6. apoio a delegações, a comitivas e a representações brasileiras em agências e organismos internacionais e multilaterais;
7. apoio ao Gabinete de Segurança Institucional da Presidência da República no planejamento e na coordenação de deslocamentos presidenciais no exterior;
8. coordenação das atividades desenvolvidas pelas assessorias internacionais dos órgãos e das entidades da administração pública federal; e
9. promoção do comércio exterior, de investimentos e da competitividade internacional do País, em coordenação com as políticas governamentais de comércio exterior, incluídas a supervisão do Serviço Social Autônomo Agência de Promoção de Exportações do Brasil - Apex-Brasil e a presidência do Conselho Deliberativo da Apex-Brasil.

## Atualmente

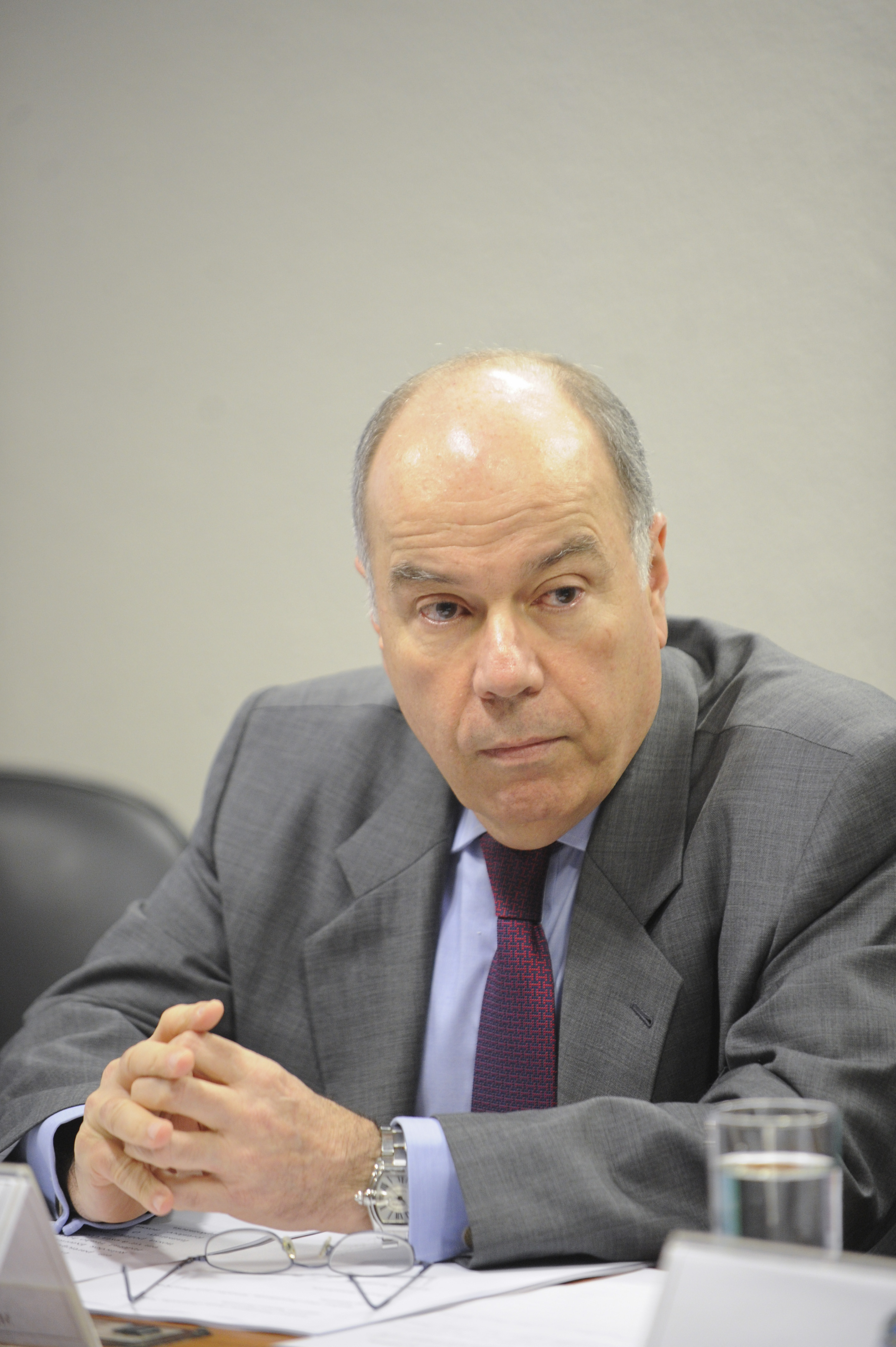
Embaixador Mauro Vieira, Ministro das Relações Exteriores do Brasil.

Com o fim da Ditadura Militar em 1985 e a promulgação da Constituição Federal de 1988. O Ministério das Relações Exteriores passou a ser mais transparente com os demais órgãos do Governo, iniciativa privada e ONGs na tentativa de pautar suas atividades de forma a refletir as necessidades internas do país. As preocupações fronteiriças ou bélicas, antes de fundamental importância na pauta do MRE, foram substituídas por questões de necessidade interna e repercussão externa: proteção ao meio ambiente, estímulo à ciência e tecnologia, ajuda humanitária, biocombustíveis etc.
O MRE também é encarregado de informar o Congresso Nacional a respeito de temas internacionais. Assim, faz parte fundamental do processo legislativo, auxiliando na compreensão do cenário internacional e como este podem afetar os interesses nacionais.
É fundalmental também no estímulo à exportação de produtos e serviços brasileiros, disseminando oportunidades aos empresários que não têm experiência na área, favorecendo a participação de diversos setores econômicos na balança comercial.
O apoio é oferecido, sobretudo, a pequenas e médias empresas, que não têm experiência para atuar internacionalmente. Tem parcerias com entidades como o SEBRAE, o que permite a ajuda a diversos potenciais beneficiários. Além disso, contribui com instrumentos criados especificamente para a área de promoção comercial, como o SIPRI. O SIPRI divulga no Brasil e no exterior diversas oportunidades de atração de capital e de tecnologia que possam beneficiar empresas nacionais.
Desde 1998, porta a insígnia da Ordem do Mérito Militar, concedida pelo presidente Fernando Henrique Cardoso.

### O papel do Itamaraty
O Ministério das Relações Exteriores (Itamaraty) é o órgão político administrativo encarregado de auxiliar a Presidência da República na formulação e execução da política externa brasileira. O Serviço Exterior Brasileiro constitui-se do corpo de servidores, ocupantes de cargos efetivos, capacitados profissionalmente como agentes do Ministério das Relações Exteriores, no Brasil e no exterior, organizados em carreiras definidas e hierarquizadas, quais sejam: diplomata, oficial de chancelaria e assistente de chancelaria.
Aos servidores da carreira de Diplomata incumbem atividades de natureza diplomática e consular, em seus aspectos específicos de representação, negociação, informação e proteção de interesses brasileiros no campo internacional (art. 3º da Lei nº 11.440/2006).
Aos servidores da carreira de Oficial de Chancelaria, de nível superior, incumbem atividades de formulação, implementação e execução dos atos de análise técnica e gestão administrativa necessários ao desenvolvimento da política externa brasileira (art. 4º da Lei nº 11.440/2006).
Finalmente, aos servidores da carreira de Assistente de Chancelaria, de nível médio, incumbem tarefas de apoio técnico e administrativo (art. 5º da Lei nº 11.440/2006).
Os servidores do Ministério das Relações Exteriores servem na Secretaria de Estado das Relações Exteriores, e em postos no exterior, as repartições do Ministério sediadas em outros países. Tais postos são classificados em grupos (A, B, C e D) determinados pelo Ministro das Relações Exteriores para fins de movimentação de pessoal, de acordo com o grau de representatividade da missão, as condições específicas de vida na sede, a conveniência e o interesse da administração. Subordinadas à Secretaria de Estado das Relações Exteriores, estão as Subsecretarias-Gerais, que são divididas em Departamentos, aos quais, por sua vez, são subordinadas as suas respectivas Divisões.
Nos últimos anos o Itamaraty tem enfatizado o processo de integração regional por meio do MERCOSUL e outros organismos internacionais e financeiros. Participa também de questões importantes da agenda internacional como a defesa dos direitos humanos, a preservação do meio ambiente e a manutenção da paz.
O Ministério das Relações Exteriores tem também intensificado as relações com países de língua portuguesa como forma de atender de forma mais ágil às necessidades do Brasil e de sua política externa. Com este objetivo tem da mesma forma aprimorado sua atuação externa por meio de 94 embaixadas, 7 (sete) missões/delegações junto a organismos internacionais, 31 consulados-gerais e 6 consulados.
Sua estrutura inclui a sede Palácio Itamaraty em Brasília, e os Escritórios de Representação no Rio de Janeiro, Porto Alegre, Florianópolis, Curitiba, Belo Horizonte, Salvador, São Paulo, Recife e Manaus. O Ministério conta também com o apoio de entidades vinculadas como a Fundação Alexandre de Gusmão (FUNAG), responsável pelas questões acadêmicas, e também o Instituto Rio Branco, que tem por função a formação de diplomatas.

### Assistência Consular
Repartição consular é a representação do Governo Brasileiro perante as autoridades locais e a comunidade brasileira nela residente. A repartição consular pode estar localizada em uma Embaixada, em um Consulado ou em um Vice-Consulado do Brasil. Sendo responsável por proteger e prestar assistência aos cidadãos brasileiros em sua jurisdição, respeitando-se os tratados internacionais vigentes e a legislação do país estrangeiro. Desse modo, expede passaportes e outros documentos de viagem aos nacionais brasileiros que se encontram no exterior.
Também age na qualidade de notário e oficial do registro civil, realizando registros de nascimento, casamento e óbito, emitindo procurações, atestados e outros atos notariais, permitindo o voto durante as eleições presidenciais e outros serviços que a legislação eleitoral determinar e encaminha processos de perda e de reaquisição de nacionalidade brasileira.
Além disso, a repartição consular também é responsável por emitir vistos de entrada no território brasileiro para cidadãos estrangeiros.

### Temas de política externa brasileira
A integração regional na América do Sul à cooperação com países em desenvolvimento, da defesa do multilateralismo ao protagonismo nos debates sobre a reforma nas instituições financeiras internacionais e o engajamento em coalizões como BRICS e IBAS, o Brasil tem ganhado destaque na agenda internacional por uma diplomacia que alia, tradicionalmente, pragmatismo e capacidade de renovação.

#### América do Sul e integração regional
Visando à formação de uma comunidade latino-americana de nações. Argentina, o Brasil, o Paraguai e o Uruguai assinaram, em 26 de março de 1991, o Tratado de Assunção, com vistas a criar o Mercado Comum do Sul (MERCOSUL). O objetivo do Tratado de Assunção é a integração por meio da livre circulação de bens, serviços e fatores produtivos, do estabelecimento de uma tarifa externa comum, da adoção de uma política comercial comum, da coordenação de políticas macroeconômicas e setoriais, e da harmonização de legislações nas áreas pertinentes.
A União de Nações Sul-Americanas (UNASUL) é formada pelos doze países da América do Sul. O tratado constitutivo da organização foi aprovado durante Reunião Extraordinária de Chefes de Estado e de Governo, realizada em Brasília, em 23 de maio de 2008. Ratificado por Argentina, Brasil, Bolívia, Chile, Equador, Guiana, Peru, Suriname, Uruguai e Venezuela, completando o número mínimo de ratificações necessárias para a entrada em vigor do Tratado no dia 11 de março de 2011.

#### Ação contra a fome e a pobreza
O Ministério das Relações Exteriores tem atuado incisivamente no projeto de implementação de programas e projetos de cooperação técnica a países em desenvolvimento, de iniciativa da Agência Brasileira de Cooperação, subordinada ao MRE, visa conceber e desenvolver programas e projetos de cooperação horizontal do Brasil que irão contribuir para a transferência, disseminação e utilização de conhecimentos técnicos e da experiência acumulada pelo Brasil, de forma a apoiar a capacitação de recursos humanos nos países destinatários, o fortalecimento de suas instituições, e o desenvolvimento econômico e social.
Em abril de 2008 foi realizada na sede do Ministério das Relações Exteriores, o Palácio do Itamaraty, em Brasília, a 30ª Conferência Regional da Organização das Nações Unidas para a Agricultura e Alimentação com o objetivo de revisar as ações nos países da América Latina nos dois últimos anos e planejar os focos de atuação dos anos seguintes.
A estratégia do Brasil, por meio da atuação do Itamaraty, para atingir este objetivo é discutir com os demais países a respeito das contribuições de governos e instituições privadas de forma a implementar mecanismos financeiros viáveis.

#### Assistência humanitária
O Grupo Interministerial sobre Assistência Humanitária Internacional, coordenado pelo Ministério das Relações Exteriores foi criado em 2006 tem como objetivos coordenar os esforços brasileiros de ajuda humanitária internacional e formular propostas legislativas que visem à implementação de ações humanitárias internacionais. Os programas desenvolvidos pela GIAHI, com o apoio de outros 11 ministérios que lidam com assistência humanitária, têm demandado significativa cooperação internacional, sobretudo os de maior abrangência sócio-geográfica como o Fome Zero, o Programa Nacional de Alimentação Escolar, o Programa de Aquisição de Alimentos, o Seguro Garantia-Safra, entre outros.
Os principais parceiros do Brasil na garantia da assistência humanitária internacional são a Organização das Nações Unidas, por meio de seu escritório para assuntos humanitários (OCHA) e a Organização dos Estados Americanos. A atuação conjunta ocorre nas áreas de assistência alimentar, no sentido de promover a compra local da agricultura familiar para posterior distribuição dos alimentos e contribuição para o desenvolvimento local.
O Ministério tem promovido diversos seminários, congressos e encontros internacionais com vistas a debater temas como a segurança alimentar, direitos humanos e agricultura familiar.
O Ministério das Relações Exteriores, em conjunto com o Conselho Nacional de Segurança Alimentar e Nutricional da Presidência da República, atua de maneira significativa nas negociações internacionais referentes a ações de combate à fome e à pobreza e com a promoção da segurança alimentar.  Por meio do Projeto de Lei Orgânica de Segurança Alimentar busca-se mecanismos para proteger os produtos brasileiros dentro do contexto do comércio internacional. Trata-se da identificação de "produtos sensíveis", adotada pela Organização Mundial do Comércio, que deve incluir, segundo a proposta brasileira, não apenas fatores comerciais na precificação dos produtos, mas também critérios que protejam a agricultura familiar e os programas de desenvolvimento rural.

#### Biocombustíveis
Com as crescente demanda por combustíveis fósseis no mercado internacional não devem ser reduzidos futuramente. A preocupação com a questão energética é uma das prioridades de maior relevância do Ministério das Relações Exteriores. Há a crescente busca por fontes alternativas de energia, sendo que o Brasil é um dos líderes em matéria de energias renováveis alternativas aos combustíveis fósseis.
O país é detentor de importante conhecimento acumulado na área de biocombustíveis, especialmente no uso de etanol de cana-de-açúcar como combustível automotivo. A matriz energética brasileira é considerada uma das mais limpas do mundo, sendo basicamente proveniente, do petróleo, do carvão mineral, das hidrelétricas, álcool e de outras fontes renováveis como, por exemplo, o vento na região nordeste. De acordo com dados do próprio Ministério das Relações Exteriores mais de 45% de toda a energia consumida no país provém de fontes renováveis, enquanto a média de participação dessas fontes na matriz energética dos países desenvolvidos é de aproximadamente 10%.
O Ministério das Relações Exteriores tem dado importantes passos na promoção dos biocombustíveis, seja incentivando a produção nacional, ou mesmo realizando conferências sobre inovações na área. Em 2006, o MRE organizou o Seminário da Comunidade Sul-americana de Nações Sobre Biocombustíveis na Perspectiva Socioambiental. Nele estavam doze países da América do Sul com o propósito de conhecer a experiência brasileira com biocombustível e como esta é eficiente para a sustentabilidade ambiental.
Memorandos entre Brasil e outros países também são foco da política do MRE. Em 2007, foi firmado com os Estados Unidos memorando com o intuito de compartilhar experiências bem sucedidas de cada país na produção de biocombustíveis sustentáveis. Neste instrumento, os países expressaram a intenção de cooperar no desenvolvimento e na difusão dos biocombustíveis.

#### Ciência e tecnologia
O Ministério das Relações Exteriores possui um Departamento responsável pelos assuntos de Ciência e Tecnologia. Sua função básica é promover a cooperação entre o Brasil e outros países no que se refere a tais assuntos.
Os meios utilizados para se alcançar tal cooperação são variados. Destaca-se a negociação de instrumentos jurídicos que oficializam e legalizam a cooperação científica e tecnológica entre os países.
Ainda cabe distinguir a cooperação oficial, que é executada sob instrumentos jurídicos assinados entre os Governos e a cooperação interinstitucional, feita entre as instituições, sob responsabilidade única destas.
O MRE promove trocas de informações e ajudas com mais de um país ao mesmo tempo, por meio de foros, congressos e acordos multilaterais. O Prosul tem por objetivo apoiar atividades de cooperação em Ciência e Tecnologia na América do Sul que contribuam para o desenvolvimento científico e tecnológico.

#### Meio ambiente
O desenvolvimento sustentável ocupa um dos pontos de maior importância da agenda internacional brasileira, sendo o MRE fundamental para efetivar a política nacional de preservação ambiental numa perspectiva de cooperação internacional.
A unidade do Itamaraty responsável pelos assuntos relacionados ao meio ambiente é o Departamento de Meio Ambiente e Temas Especiais. Por meio dela, o MRE celebra parcerias internacionais de cooperação na preservação do meio ambiente, realiza congressos, se atualiza na pauta internacional sobre as inovações na defesa do meio ambiente, e auxilia o Poder Executivo em suas políticas públicas.
Atualmente, uma das maiores preocupações do MRE é o aquecimento global. Em 2007, no congresso sobre o meio ambiente promovido pelo Itamaraty, o Ministro das relações exteriores Celso Amorim considerou a criação de um embaixador especial para cuidar do assunto das mudanças climáticas.
Por meio das relações internacionais, garantir a sustentabilidade do desenvolvimento brasileiro, bem como mitigar os efeitos negativos do crescimento do país. O Ministério também atua juntamente com outros ministérios na proteção do meio ambiente, como o próprio Ministério do Meio Ambiente.

### Concurso de Admissão à Carreira de Diplomata
O Concurso de Admissão à Carreira de Diplomata (CACD) é o processo seletivo para ingresso na carreira de diplomata no Brasil. Desde 1996, é realizado uma vez por ano. Sucede o exame vestibular para admissão no Curso de Preparação à Carreira de Diplomata (CPCD), o qual vigorou até 1995.
Em 2002, o CACD passou a ser realizado com a colaboração do Centro de Seleção e Promoção de Eventos da Universidade de Brasília (CEBRASPE/UnB). Trata-se de concurso de abrangência verdadeiramente nacional, pois todas as fases são aplicadas em todas as capitais estaduais e no Distrito Federal.

## Estrutura institucional
A estrutura institucional do Ministério das Relações Exteriores em Brasília é composta pelo Gabinete do Ministro de Estado e pela Secretaria-Geral das Relações Exteriores, à qual estão subordinadas sete secretarias: Secretaria de Gestão Administrativa; Secretaria de Assuntos Multilaterais Políticos; Secretaria de Comércio Exterior e Assuntos Econômicos; Secretaria de Negociações Bilaterais e Regionais nas Américas; Secretaria de Negociações Bilaterais na Ásia, Pacífico e Rússia e Secretaria de Negociações Bilaterais no Oriente Médio, Europa e África.
- Ministro das Relações Exteriores — Embaixador Mauro Vieira[22]
- Secretária-Geral das Relações Exteriores — Embaixadora Maria Laura da Rocha[22]
- Secretário de Assuntos Multilaterais Políticos — Embaixador Paulino Franco de Carvalho Neto[22]
- Secretária de Gestão Administrativa — Embaixadora Fátima Keiko Ishitani[22]
- Secretário de Comércio Exterior e Assuntos Econômicos — Embaixador Sarquis José Buainain Sarquis[22]
- Secretário das Américas — Embaixador Michel Arslanian Neto[22]
- Secretário de Ásia, Pacífico e Rússia — Embaixador Eduardo Paes Saboia[22]
- Secretário de Oriente Médio, Europa e África — Embaixador Kenneth Félix Haczynski da Nóbrega[22]
- Diretora-Geral do Instituto Rio Branco — Embaixadora Glivania Maria de Oliveira[22]

## Sede atual

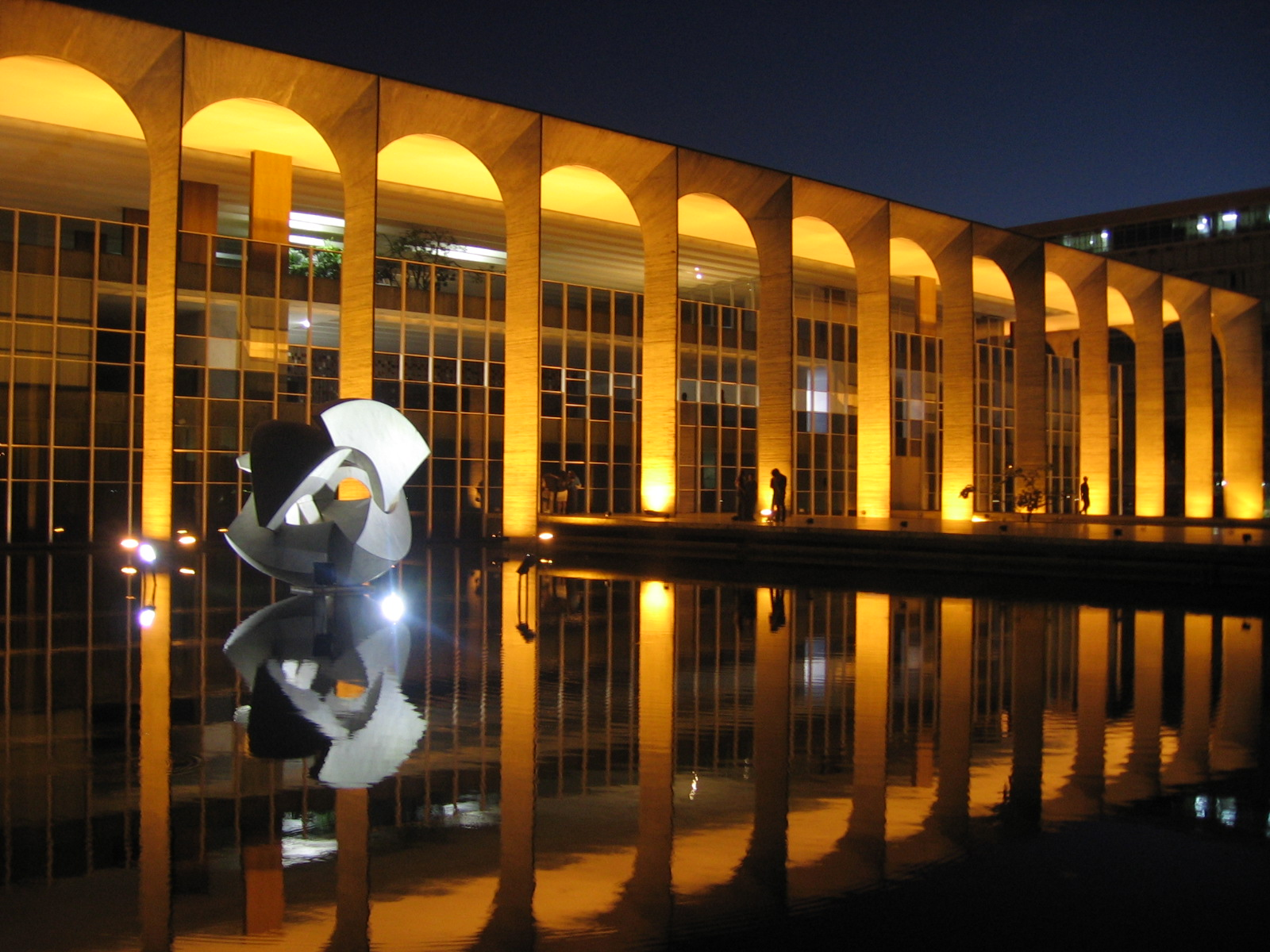
Palácio Itamaraty, edifício concebido por Oscar Niemeyer com projeto estrutural de Joaquim Cardozo.

Sua sede atual é o Palácio dos Arcos, localizado em Brasília, mais conhecido como "Palácio Itamaraty", um edifício modernista concebido por Oscar Niemeyer com projeto estrutural de Joaquim Cardozo. O nome Itamaraty vem de sua antiga sede, na ex-capital da república (Rio de Janeiro), um refinado casarão neoclássico originalmente pertencente a Francisco José da Rocha Leão, Conde de Itamaraty.